# كورتيس مارتن
كورتيس مارتن (بالإنجليزية: Curtis Martin)‏ هو لاعب كرة قدم أمريكية أمريكي، ولد في 1 مايو 1973 في بيتسبرغ في الولايات المتحدة.

## وصلات خارجية
- كورتيس مارتن على موقع إي إس بي إن.كوم (أن.أف.أل)3
- كورتيس مارتن على موقع مرجع كرة القدم المحترفة.كوم (الإنجليزية)